# Out of the Depths (relato)

Out of the Dephts es un relato perteneciente al conjunto de cuentos de The Maker of Moons, and other stories (1896), escrito por el autor norteamericano Robert William Chambers.

## Trama
El cuento comienza con un joven llamado Shannon dentro de un club recorriendo los pasillos cuando repentinamente encuentra a una amistad suya, de edad mayor, de nombre Harrod. Charlan mientras beben una copa de alcohol y Shannon ofrece a Harrod una tarjeta para ir a cenar juntos. Durante la cena Harrod menciona la presión a la que está sometido Shannon a lo cual asiente y menciona problemas de dinero por lo que su amigo ofrece darle una cantidad que lo salvará. Shannon se muestra un poco indignado y burlón al inicio, pero a fin de cuentas termina aceptando esa cantidad de dinero que se le ofrece. Continúan su charla en la sala de descanso acerca de una chica muy bella con la que Harrod platicaba en las rocas.  Sin embargo, se preocupaba por el futuro de ella debido a que es menor de 20 años, de padres difuntos y pocas posibilidades de salir adelante. Harrod le recuerda a Shannon que también la había visto, que pensaba en ella y cuando se encontraban de vez en cuando veía sus ojos azules y creía que estaban enamorados. Shannon ignoraba que hablaban de la misma chica y supo que tenía que hacer algo para ayudarla pero no sabía cómo hacerlo. Harrod y Shannon caminaron hasta llegar a una gran avenida. Harrod le dice a Shannon que debe buscar a la chica y decirle que el hombre con el que platicaba en las rocas lo había dirigido hasta ella; Harrod se da la vuelta y se fue dejándolo solo. Shannon buscó la puerta del lugar donde vivía la chica, llegó y se cerró la puerta tras de sí. Al momento de encontrarla, la chica estaba temblando por lo que la intenta reconfortar diciéndole que la ayudará, mencionando que el hombre que lo llevó ahí fue aquel con el que hablaba en las rocas y eso la hizo reaccionar.  Naida, la chica, cuenta que lo conoció cuando los siguió a Bar Harbor mientras se ocultaba de su institutriz. Ella pidió a Shannon que la guiara a donde se encontraba Harrod, así que dirigieron sus pasos hacia el club. Ya en el club, Shannon pregunta por Harrod a lo que un recepcionista, al momento de entregarle un telegrama, le dice que el señor Harrod no ha estado ahí en todo un mes. Al no creer esta noticia llaman al mayordomo que les sirvió el alcohol confirmando que Shannon estaba bebiendo solo y pidió dos copas para él, que nunca estuvo con nadie más y lo creen enfermo. Al terminar la narración, abre el sobre y lo único que contenía el telegrama era una cuestión de negocios para identificar a un ahogado en la morgue.